# Trematolobelia kauaiensis
Trematolobelia kauaiensis là loài thực vật có hoa trong họ Hoa chuông. Loài này được (Rock) Skottsb. miêu tả khoa học đầu tiên năm 1935 publ. 1936.